# The Quantic Soul Orchestra

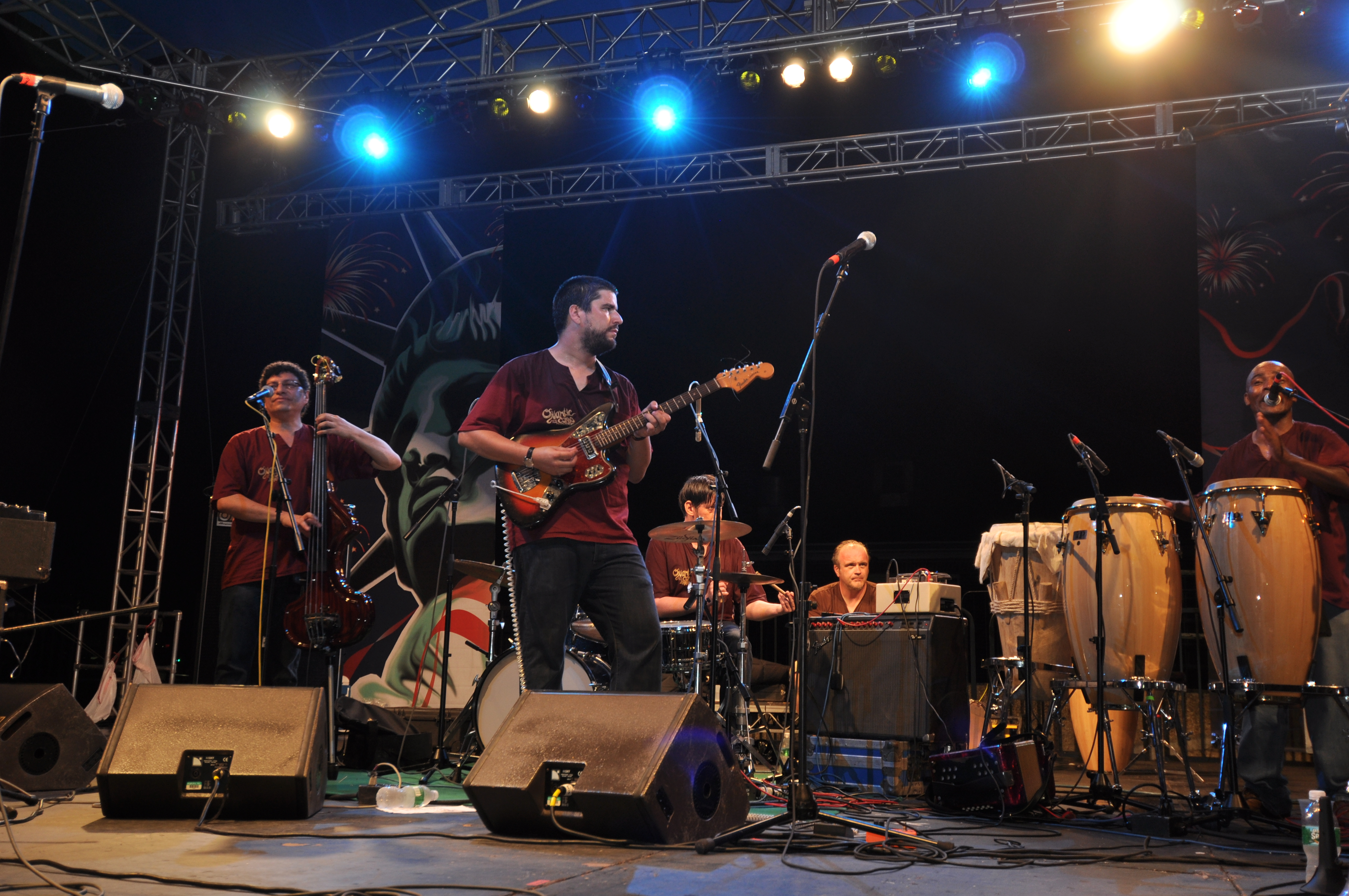
Holland 2009 with his Quantic Soul Orchestra, NYC

The Quantic Soul Orchestra est un groupe de musique Latin jazz créé par le producteur anglais Will Holland (alias Quantic).